# ブラヴァ島
ブラヴァ島 （ブラヴァとう、Brava）は、カーボベルデ、ソタヴェント諸島に属する島。1540年代に植民が始まり、1675年のフォゴ山の噴火によってフォゴ島からの避難民が定住した。長く捕鯨を生業としてきたが、現在は農業が主である。中心の町はヴィラ・ノヴァ・シントラ。島北部にあるフルナ村には貿易港がある。

## 地理

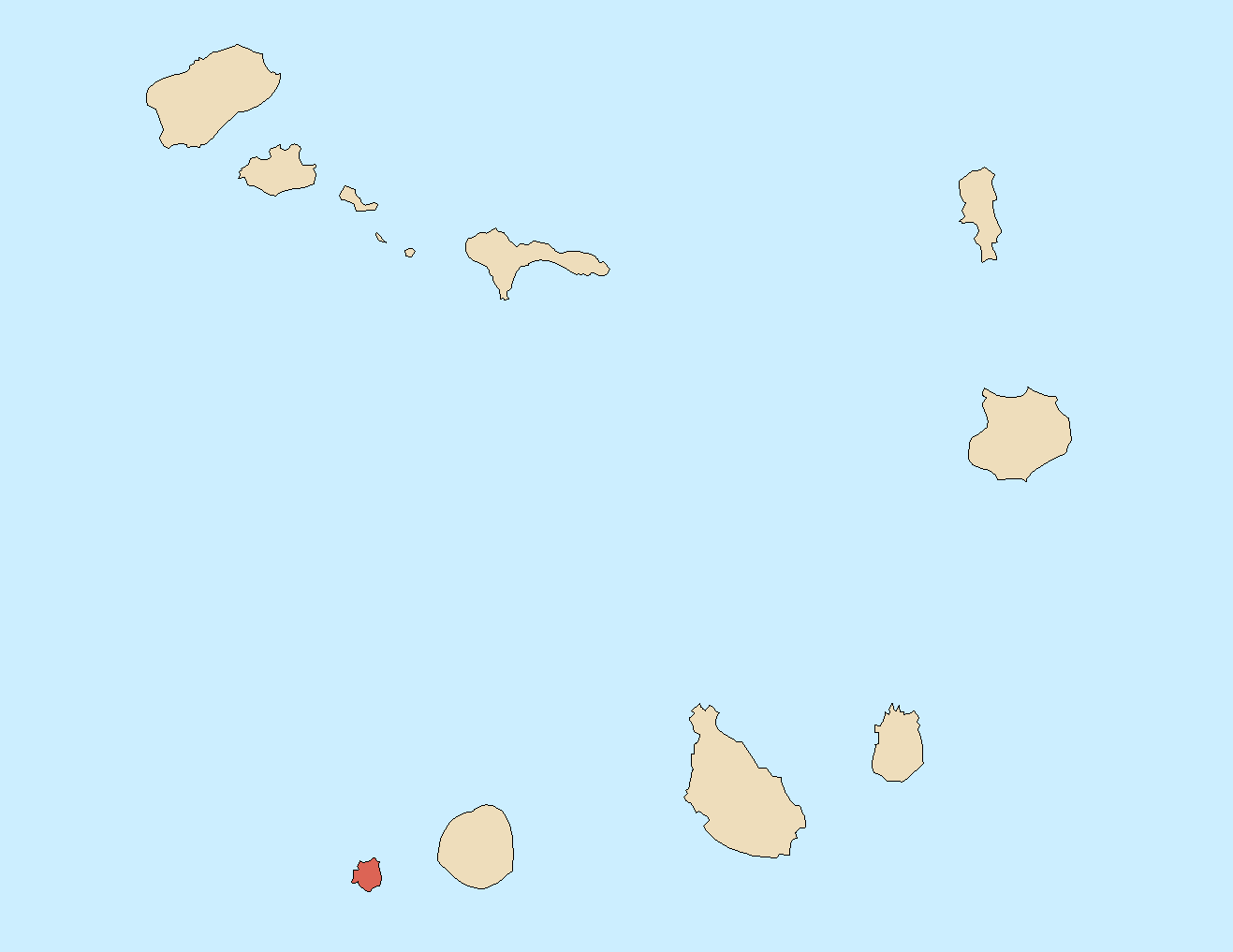
ブラヴァの位置

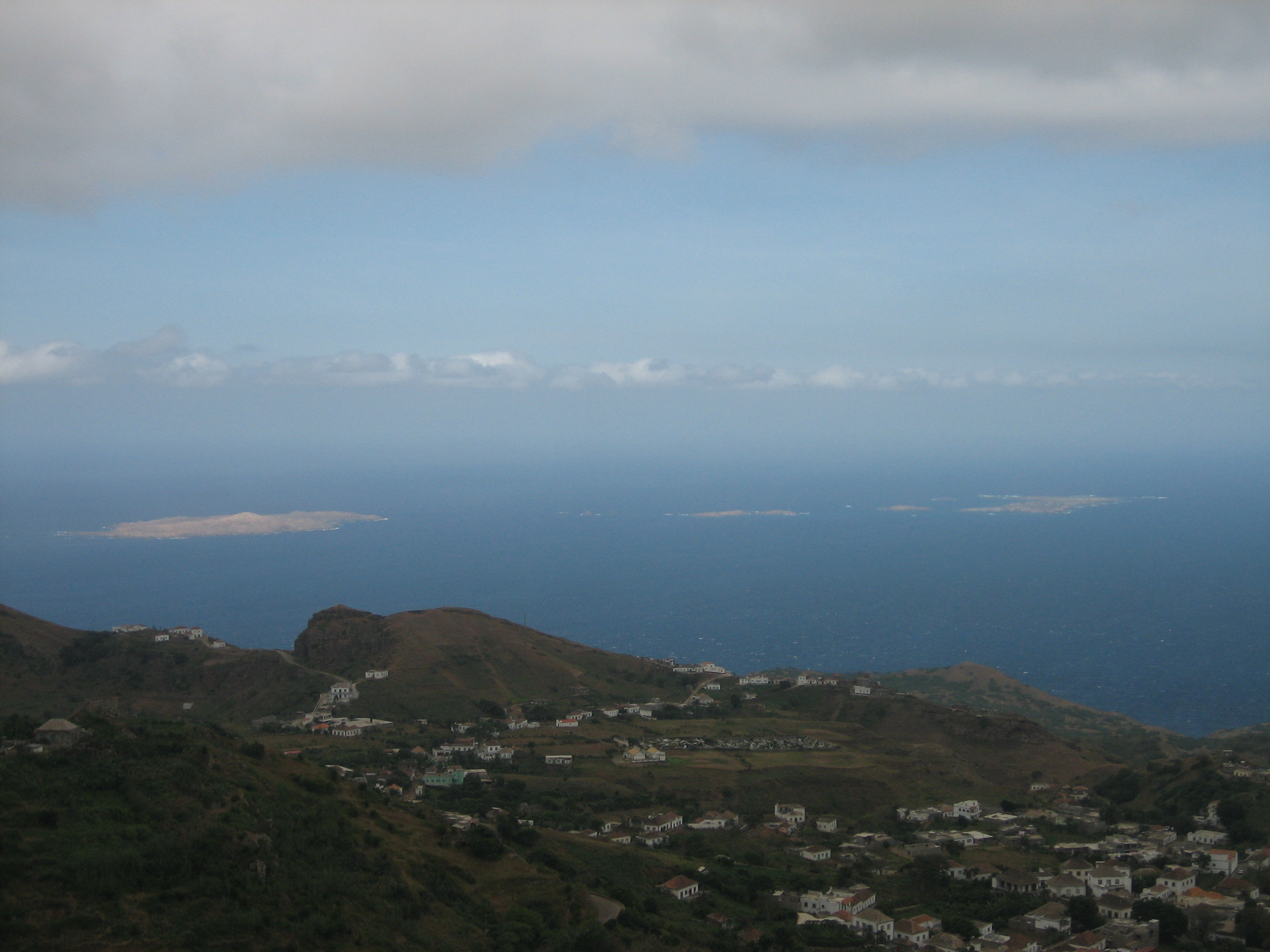
沖合に浮かぶ無人島、セコスとロンボ。ヴィラ・ノヴァ・シントラの一部となっている。

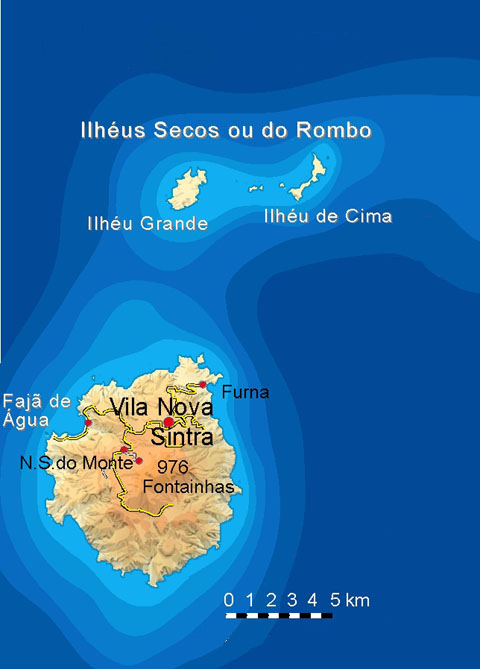
ブラヴァ島とセコス・ロンボの2つの無人島の地図。

事実上、島全体が成層火山である。フォゴ山の風下にある。ブラヴァには歴史上記録された噴火がないが、若い火山構造であり、事実上、将来の噴火を潜在的に示す地震がいまだ起こっている。
山頂の北には5つの村がある。4つの主要道が山頂のわずかに南側を通り、フルナ、ヴィラ・ノヴァ・シントラ、ファジャ・デ・アクアを通る。ノヴァ・シントラ・ド・モンテへ南へ向かう。ブラヴァ島の北にある2つの島は無人島である。山谷は南部、東部、西部を占める。北には谷はわずかしかない。
貿易風の一群が降雨をもたらす。島は風下の雲で覆われ、水分の蒸発が減る。植生はさらに豊富である。

### 自治体
- Cachaço
- Campo Baixo
- Cova Joana
- Fajã de Agua
- Furna
- Lime Doce
- Mato Grande
- Nova Sintra do Monte
- Santa Bárbara
- Tantum
- Vila Nova Sintra

## 歴史
ブラヴァ島は1462年、ポルトガル人によって発見された。その後、1573年に最初の定住地が作られた。奴隷貿易が普通に行われていたが、マデイラ諸島や北ポルトガルのミーニョからやってきた者たちは、長くこれに関わらなかった。1680年、フォゴ山の噴火で住民がブラヴァへ逃れてきた。溶岩が流れ始め、島は荒廃した。17世紀から18世紀、海賊らがブラヴァの湾へ侵入し、捕鯨のためにヨーロッパや北米の船がやってくるようになるまで襲撃を続けた。ブラヴァ島民が捕鯨船の船乗りとなるためアメリカ東海岸へ移住していった。ブラヴァ出身者の多くはボストンやプロビデンス、ニュー・ベッドフォードへ定住した。
最も有名なブラヴァの出身者である音楽家のエウゲニオ・タヴァレスは、伝統楽器のモルナを用い、カーボベルデ・クレオール語で曲を書いた。ヴィラ・ノヴァ・シントラの広場には、美しい庭園と手入れされた樹木に囲まれてタヴァレスの像が立っている。

## 人口

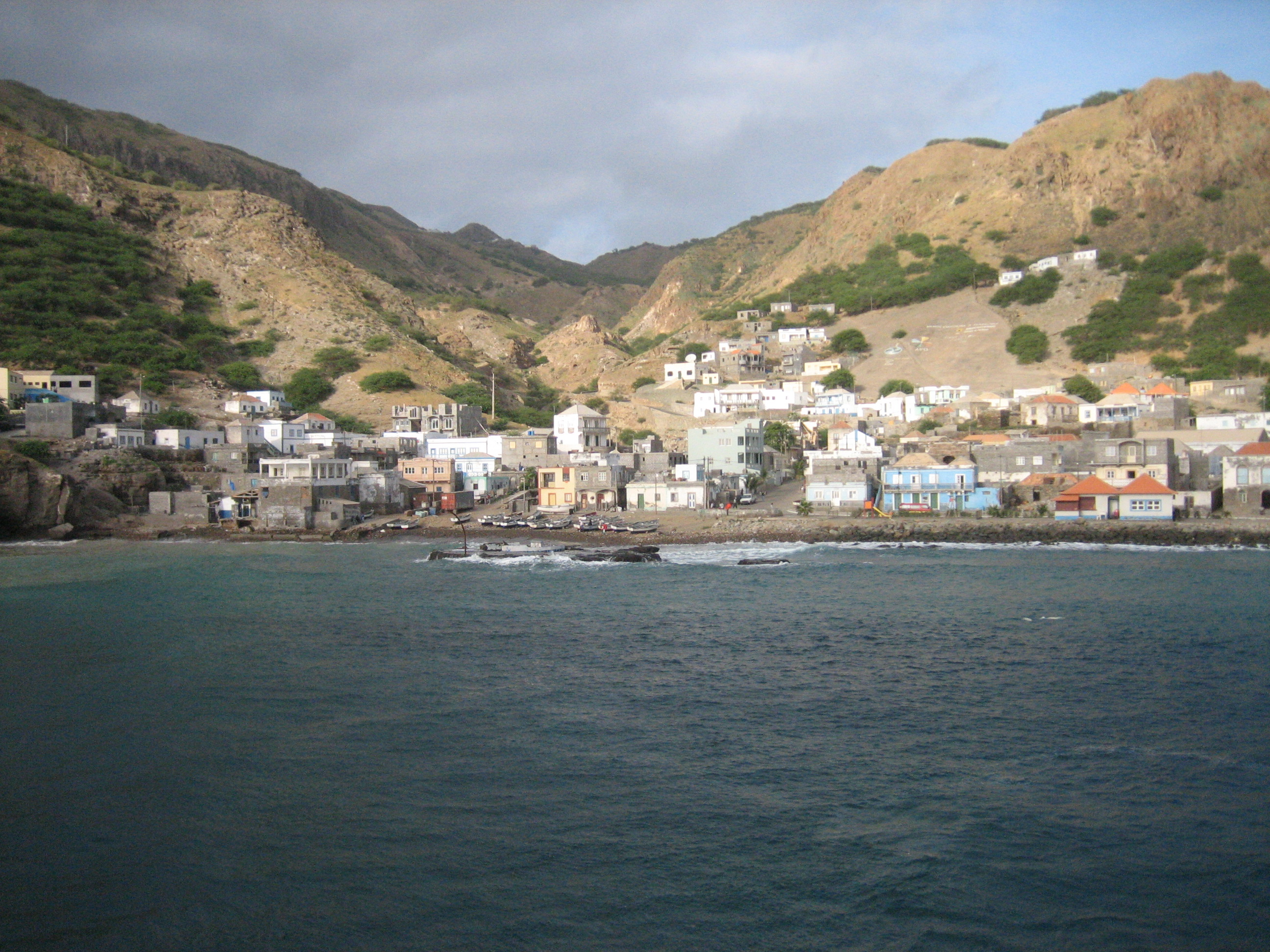
フルナ

ブラヴァはカーボベルデでも人口の少ない島の一つである。他国への出移民が多いためにこの数年間減少が続いている。

## 経済
島の主要産業は灌漑に関係した農業と、漁業である。北米に住む旧ブラヴァ島民からの送金が、島民の家計を支えている。
交通手段としての航空路線は2004年に廃止された。ブラヴァの観光はゆっくりと沸騰している。島は観光に適した砂浜がない。切り立った海岸線にはわずかな砂浜しかないからである。

## 行政
島全体で基礎自治体ブラヴァを構成する。

### 教区
- São João Baptista
- Nossa Senhora do Monte.